# 대항해시대 2
《대항해시대 2》(大航海時代II, Uncharted Waters: NEW HORIZONS)는 1993년 2월 10일에 코에이에서 발매한 비디오 게임이다. 1522년부터 1554년까지의 시대를 배경으로 플레이어는 선단을 이끌며 모험가나 교역상인 또는 해적으로 활동한다. 대한민국에는 1995년에 수입되었다.

## 게임 방식
기본적으로는 첫 번째 시리즈와 비슷한 방식을 취하고 있지만, 게임을 시작할 때 각각 다른 최종 목적을 가지고 있는 6명의 주인공 중 1명을 선택하는 방식이다. 뛰어난 게임성으로 많은 코에이 팬들과 일반 게이머들의 호평을 받았고, 실제로도 대항해시대 시리즈의 최정점에 위치해 있는 것으로 평가된다.

### 명성
첫 번째 시리즈에서는 단지 '명성'이라는 수치로만 나타냈지만, 여기서는 아래 세 가지 종류의 명성치로 나뉘어 있다. 각 명성치의 최대치는 50000이다. 주인공에 따라 이벤트 발생에 필요한 명성은 다르다.
모험명성
조안 페레로, 피에트로 콘티, 에르네스트 로페스로 게임 진행을 할 때, 모험명성이 올라가면 이벤트가 발생한다.  모험명성은 다음과 같은 경우 오른다.
- 지도제작소와 계약하고, 항해도에 있는 미지(지도에 나타나 있지 않은 부분)의 부분을 항해 후 보고한다.
- 지중해 및 유럽 이외의 항구나 부락 또는 보급항을 발견한다.
- 부락에서 발견물(자연, 유적, 괴물, 보물, 희귀한 동물, 원주민)을 발견해, 수집가에게 보고한다.(단, 칙명으로 국왕 및 총독에게 보고했을 경우 모험 명성은 오르지 않는다.)

모험명성은 좀처럼 50000최대치를 만들기가 쉽지 않다.

해적명성
카탈리나 에란초, 오토 스피노라로 게임 진행을 할 때, 해적명성이 올라가면 이벤트가 발생한다.  해적명성은 다음과 같은 경우 오른다.
- 해상에서 해적함대나 다른 나라의 함대를 공격하여 승리한다.
- 조합에서 해적퇴치 의뢰를 받아서 퇴치 후 보수를 받는다.
- 조합에서 빚독촉 의뢰를 받아서 성공 후 보수를 받는다. (교역명성과 해적명성이 동시에 오름)

교역명성
알 베자스로 게임 진행을 할 때, 교역명성이 올라가면 이벤트가 발생한다.  동맹항을 늘리는 칙명 달성은 곤란한 경우가 많다.
- 다른 나라의 동맹항이나 중립항에 투자하여 자국의 동맹항으로 만든다. 다른 나라의 동맹항을 빼앗을 경우 그 나라의 미움을 사게 되므로, 각국의 공헌도를 고려하여 계획적으로 투자할 필요가 있다.
- 조합에서 편지배달, 상품 구입, 상품 수송, 빚독촉을 의뢰받아 달성한다.
- 알 베자스의 경우에는 처음 대출받은 돈을 상환하는 이벤트를 통해 교역명성이 올라간다.

### 칙명
국적을 가지고 있는 경우, 위의 세가지 명성 중 가장 높은 명성이 일정치 이상이 되면 국왕이나 총독으로부터 칙명이 주어져 이를 달성했을 경우 작위가 주어진다. 작위가 높아지면 은행에서 대출한도가 늘어나고, 궁성에서 면세증을 저렴하게 혹은 무료로 구할 수 있으며, 술집에서 선원을 한번에 더 많이 고용할 수 있고, 교역품 구입시 가격을 더 많이 할인할 수 있다.
각 명성에 따라 주어지는 칙명은 다음과 같다.
- 모험명성 - 발견물 보고 (부락에서 발견한 발견물을 일정량 보고한다. 보고하는 발견물의 중요도가 높을수록 빨리 달성된다.) 또는 국보급 보물 발견 (조합에 가서 보물지도가 있는 위치를 알아낸 다음, 보물지도를 통해 국보급 보물을 발견한다.) 또는 조약체결 (타국의 궁성으로 가서 조약을 체결)
- 교역명성 - 동맹항 증가 (국왕 또는 총독이 제시한 숫자만큼으로 투자를 통해 동맹항의 개수를 늘린다.) 또는 교역품 조달 (국왕 또는 총독이 제시하는 교역품을 구해온다. 단, 이 의뢰를 받은 이후에는 의뢰를 받은 도시에서의 교역소에서는 의뢰를 완수하기 전까지는 교역품을 구할 수 없다.) 또는 조약체결
- 해적명성 - 군함격파 (국왕 또는 총독이 제시하는 적대세력 국적의 군함을 하나 격파한다.) 또는 조약체결
- 칙명은 거부할 수 있으나, 거부할 경우 명성이 절반 차감된다. 칙명을 띈 중에는 다른 조합의뢰를 할 수 없다.

### 기본 방식
교역
- 첫 번째 시리즈처럼, 어느 도시에서 사들인 상품을 다른 도시로 수송해, 그 도시에서 다른 상품을 구매한 다음, 처음 상품을 샀던 도시로 가서 상품을 매각하면서 수익을 올려 가는 것이 초반의 기본 방식이다.  면세증을 가지고 있으면 해당 국가의 동맹항에서 교역할 때는 세금이 붙지 않는다.  주인공이 회계 또는 교섭 능력이 있거나 회계 능력을 가지고 있는 항해사를 경리주임에 임명하면 상품 구입 시 가격흥정이 가능하다.

조선
- 파손된 배 수리, 중고선 매매, 선수상이나 대포 설치, 함선 건조를 할 수 있다.  투자를 반복해서 상업가치나 공업가치가 최대치가 되면 진귀한 선수상(천사·여신)이나 대포(카로네이드포) 구입이 가능하며, 일부 항구의 조선소에서는 특수한 배(바그, 프리게이트, 철갑선, 쉽)의 건조도 가능하다.

투자
- 항구에 있는 교역소나 조선소에 투자를 하면, 다음달에 그 도시의 상업가치나 공업가치가 올라 교역소에 새로운 상품이 등장하거나 조선소에서 대형함선을 건조할 수 있다. 또한, 자국에 대한 지지율이 올라, 지지율이75%이상이 되면 그 항구는 자국의 동맹항이 된다. 단, 각국의 수도(리스본, 세빌리아, 런던, 암스테르담, 제노바, 이스탄불)에는 투자할 수 없다. 대항해시대에는 전 세계에 총 100개의 항구가 존재하는데, 여기서 각국의 수도를 제외하고 나면 자국의 동맹항으로 할 수 있는 최대 항구수는 95개 (나머지 항구 94개 + 자국의 수도) 가 된다.

해전
- 해적이나 다른 함대를 습격할 수 있다.  기본은 헥스(HEX)방식의 전략 시뮬레이션이지만, 기함끼리 인접하면 제독의 일기토로 승부를 붙이는 것이 가능하다.(자함대 갑판에 편성된 선원수가 타함대 갑판선원수보다 많이 부족한 경우에는 불가).  승리하면 적함대의 함선, 적하, 보물을 빼앗을 수 있다.  해적 명성이 일정치 이상이며, 모험이나 교역 명성보다 높은 경우, 자국의 국왕/총독으로부터  '사략허가서'를 교부받을 수 있으며, 이를 소지한 상태에서 적국의 배를 공격하면 자국에 대한 공헌도가 상승한다.

탐색
- 항해중, 연안에서 부락을 발견하는 경우가 있다.  부락에 상륙해 주민과의 우호도를 올려 주변을 탐색하면 보물이나 유적, 자연등을 발견하는 경우가 있다. 발견물을 수집가에게 보고하면 모험명성이 오른다.

## 등장인물

### 주인공
이름은 게임을 시작할 때 바꿀 수 있으며 이 중에서 한 명을 선택하여 게임을 진행하게 된다.
조안 페레로（포르투갈）
- 능력치：통솔 78, 항해 75, 지식 73, 직감 85, 용기 82, 검술 82, 매력 89
- 습득 기술：교섭
- 필요명성：모험

리스본에서 시작하는 직업이 없는 귀족 청년. 전편인 대항해시대 1의 주인공인 레온 페레로의 장남이다.  아버지로부터 동방에 있다고 전해내려오는 프레스터 존 왕국을 찾아내 포르투갈과 동맹을 체결하라는 명령을 받아 항해를 시작한다. 수행을 겸한 첫 항해라 항해레벨 1, 전투레벨 1으로 시작한다. 하지만, 시작하자마자 발생하는 이벤트들로 인하여 부관급이 3명으로 시작하게 된다.
카탈리나 에란초（에스파니아 -> 해적）
- 능력치：통솔 80, 항해 79, 지식 65, 직감 52, 용기 86, 검술 92, 매력 95
- 습득 기술：포술
- 필요명성：해적

세비야에서 시작하는 에스파니아 해군 중위. 카리브에서 해적에게 습격당하여 사망한 오빠와 약혼자의 원수를 갚기 위해 해군을 그만두었으며, 페레로가의 깃발이 현장에서 목격되었다는 정보를 듣고, 현재 항해하는 유일한 페레로가의 사람인 조안을 쫓게 된다. 해군 장교 출신이라 항해레벨 8, 전투레벨 10으로 시작한다. 초반에 발생하는 이벤트로 인하여 부관급이 2명으로 시작한다.
오토 스피노라（영국）
- 능력치：통솔 92, 항해 72, 지식 61, 직감 43, 용기 88, 검술 86, 매력 82
- 습득 기술：포술
- 필요명성：해적

런던에서 시작하는 해군사령관. 국왕 헨리 8세로부터 에스파니아 상선을 습격하는 것에 대한 사략허가명령을 받는 사령관답게 이미 항해레벨 10, 전투레벨 12으로 시작하게 되어 유리하다. 그러나, 감독관·길버트경의 소심한 시기로 인하여 1척의 타렛테와 얼마 안되는 물자를 지급받는다. 부관이 1명으로 시작한다.
피에트로 콘티（이탈리아）
- 능력치：통솔 84, 항해 80, 지식 75, 직감 87, 용기 53, 검술 61, 매력 81
- 습득 기술：측량
- 필요명성：모험

제노바의 상인.  큰 무역상이었던 아버지의 상선대의 전멸과 이로 인한 아버지의 갑작스런 죽음으로 막대한 빚이 남겨져 위기에 빠졌으나, 친구인 카미로의 소개로 포르투갈의 귀부인에게 의뢰를 받아 모험을 시작한다. 이 귀부인이 바로 페레로 공작 부인으로 조안의 어머니. 남편인 레온 몰래 아들인 조안의 소식과 도움을 줄 것을 부탁하고 빚을 대신 갚아준다. 무역상이었던 아버지의 영향으로 얼마간의 항해를 해봐서인지 항해레벨 4, 전투레벨 1으로 시작한다. 여러 모험을 하는 중에 듣게 된 전설의 황금마을 엘도라도를 찾아 나선다.  외전에서는 두 주인공 중 하나인 밀란다 베르테에게 결혼을 약속했다는 착각을 하게 하여 항해를 나서게 만드는 중요인물이다. 부관이 1명으로 시작한다.
에르네스트 로페즈（네덜란드）
- 능력치：통솔 78, 항해 92, 지식 86, 직감 82, 용기 62, 검술 53, 매력 90
- 습득 기술：측량, 지도제작
- 필요명성：모험

암스테르담의 지리학자. 대학의 강사로 지루한 일상에 싫증이 났지만, 친구이자 지도제작자인 메르카토르의 부탁으로 완전한 세계 지도 작성을 위한 조사를 하기 위해 항해를 나선다. 항해레벨 11, 전투레벨 1으로 시작하며 전 세계를 구석구석 다돌아 다녀야 한다. 부관이 1명으로 시작한다.
알 베자스（오스만 제국）
- 능력치：통솔 80, 항해 86, 지식 84, 직감 65, 용기 53, 검술 42, 매력 80
- 습득 기술：회계, 교섭
- 필요명성：교역

이스탄불의 견습상인.  세계 제일의 대부호를 목표로, 한푼없는 상황으로 친구들, 주변 사람들로부터 10배의 이자를 약속하고 투자를 모집해 교역을 위한 항해에 나선다.  견습상인이라 항해레벨 1, 전투레벨 1으로 시작한다. 장사가 궤도에 오르기 시작하면 돈을 빌린 사람들에게 약속했던 이자까지 돈을 갚아야 하며 교역명성이 어느 정도 오르면 슐레이만 대제로부터 사기에 가까운 칙명을 받는다. 부관이 1명으로 시작한다.

### 부관
부관들은 중간에 합류하는 다른 항해사와는 달리 급여에 상관없이 주인공에게 충성하고 따르며 도움을 주는 인물들을 기술한다.
로코 알렘켈（첫 번째 시리즈에서 계속 등장）
조안의 부관. 일찍이 조안의 아버지 레온과 함께 페레로가의 부흥을 위해 여행을 떠난 노항해사. 60이 넘은 나이에도 아직까지 현역으로 활동하며 조안과 끝까지 함께 항해한다. 통칭 "쾌걸 로코". 다른 주인공인 카탈리나와 그 부관들에겐 거의 "악몽"으로 통한다.
엔리코 마리오네
리스본에 살고 있던 프란시스코회의 신부로 회계 능력이 있다. 동방의 나라 지팡그에 그리스도의 가르침을 전하기 위해 조안의 항해에 동행한다. 교회에서 회계를 맡았던 경험이 있어 회계 능력을 가지고 있다. 나중에 일본의 항구에 기항하면 지팡그에 왔다면서 배에서 내리고 동료에서 탈퇴하는 지팡그 이벤트가 있기 때문에 그전에 미리 회계능력을 가지고 있는 항해사를 고용해 두어야 교역시의 어려움이 없다.
도밍고 마나나
리스본에서 출항하자 발생하는 밀항자 이벤트로 발견되는 조안의 함대에 탑승한 밀항자로 동료가 된다. '일요일', 또는 '내일'이라는 뜻을 가진 포르투갈어를 조합한 가명으로 일행이 되며, 사실은 현재 포르투갈의 왕인 마누엘 1세의 아들이자 황태자인 알베르토 전하로써, 자신의 견문을 넓히기 위해 마침 출항하는 조안의 배에 몰래 타게 된다. 나중에 조안의 아버지가 황태자를 납치하여 암살하였다는 누명을 쓰자 이를 밝히고 리스본으로 귀항하는 이벤트가 발생하면서 동료에서 탈퇴한다. 여담이지만, 전편인 대항해시대1에서 주인공이었던 레온이 조안의 아버지이며 레온이 각고의 노력 끝에 결혼하게 되는 포르투갈왕 마누엘 1세의 공주가 현재의 조안의 어머니이고, 이 마누엘 1세가 본편인 대항해시대2에서도 포르투갈의 왕으로 등장하므로, 조안은 현재의 포르투갈 왕실의 입장에서 보면 왕의 외손자가 된다.
프랑코 사누드
카탈리나의 부관. 에스파니아 해군 동료였지만, 카타리나에게 협력하는 형태로 시작하자마자 해적이 되는데, 해적의 두목은 잡히면 교수형에 처해지지만 다른 사람은 감옥에 갈 뿐이니까 카탈리나에게 두목을 하라고 두목자리를 양보(?) 아닌 양보를 한다. 카탈리나와 끝까지 함께 항해한다.
안드레아 기지
카탈리나의 제 2부관. 에스파니아 해군 대위로 처음부터 동료는 아니었으나 카탈리나의 약혼자 에르난과 동기였기에 카탈리나의 이야기를 듣고 무적함대에게 쫓겨 벌어진 첫 전투에서 이들을 도망치도록 도움을 주는 합류 이벤트가 발생하고 동료가 된다. 프랑코와 마찬가지로 카탈리나와 끝까지 함께 항해한다.
마슈 로이
오토의 부관. 감독관 길버트가 부른 난폭한 사람으로 오토와 검술시합을 하는데 이기든 지든 오토의 인품에 끌려 동료가 된다. 출항하면 에스파니아의 정보를 알아야 하니 세비야로 가자고 하여 세비야에 기항하는데, 이 때 주점에 가면 탈취 이벤트가 발생하여 마슈가 술에 취해 선원들을 선동하여 에스파니아의 군함인 갈레온 한 척을 탈취하여 출항하게 된다. 그러나, 정작 당사자인 마슈는 이를 기억하지 못한다. 오토와 끝까지 함께 항해한다.
카미로 스테파노
피에트로의 친구이자 부관. 빚에 허덕이는 피에트로를 리스본의 공작부인에게 소개해준다. 회계능력이 있다. 피에트로와 끝까지 함께 항해한다.
로이드 슈타텐
에르네스트의 부관. 친구 메르카토르에게서 소개를 받은 베테랑 항해사이다. 지팡그에 대한 이야기를 자주 하여 가고 싶어 하는 것 같다. 다른 주인공들의 부관과는 다르게 에르네스트와 헤어지는 이벤트가 있다고 하는데 아직까지 증명된 사실이 없으며 단순한 루머로 치부하는 것이 거의 정설이다.
자한 사림
알의 친구이자 부관. 표류한 자기 아버지의 배를 수리하여 알에게 양보하고, 함께 항해한다. 오스만 제국의 해군경력이 있어서 포술의 능력이 있다. 알과 끝까지 함께 항해한다.

### 기타 등장인물
스토리를 진행하는 도중에 발생되는 이벤트와 관련된 중요한 인물들을 기술한다.
레온 페레로
첫 번째 시리즈의 주인공이며, 여기서는 포르투갈의 공작이다. 제독으로서 수행을 하라는 뜻으로 아들 조안에게 항해를 명한다. 문벌귀족 마르티네스 후작과 싸우고 있다.
크리스 부인
포르투갈 공작부인. 레온의 아내이자 조안의 어머니. 본래는 포르투갈의 공주로 현재 국왕인 마누엘1세의 딸이다.  수행을 위한 것이기 때문에 남편인 레온에 의하여 조안이 항해를 떠나게 되어 걱정이 많은지, 월초에 집을 찾아오는 조안에게 집사 마르코를 통해 레온 몰래 은밀히 용돈을 건네주거나, 피에트로에게 의뢰해 아들의 안부를 알아오고 도움을 주도록 한다.
카를로타
리스본에 있는 주점 '홍경정(紅鯨亭)'의 여주인이다. 레온이 항해했을 때는 인기가 많았었다. 거친 선원들에게 겁을 내지 않은 여장부이다. 현재 리스본에서 인기기있는 여급 루치아의 어머니이기도 하다.
루치아
홍경정의 인기가 많은 여급.  노래를 한다는 말도 있다.  조안을 사모하고 있기 때문에 항해에 동행하려고 하는 무모한 성격을 가지고 있다.  페레로 가문과 조안을 말살하려는 마르티네스의 음모에 걸려 들어 유괴된다.
마르티네스 후작
포르투갈의 문벌귀족 중 대표적인 인물.  자수성가한 페레로 일족을 탐탁찮게 여기며, 이를 깎아 내리려는 계책을 꾸미게 된다.  이야기 후반에 등장하는 비밀 결사 프레스테아(신성 프레스터 왕국)의 리더이기도 하다.  본인은 꽤 약하고, 그와의 직접대결은 없다.
프레트 페로
마르티네스 후작의 의뢰를 받은 해적.  카탈리나를 속여 루치아를 유괴하려고 한다.  능력치가 해적치고는 형편없다.
안토니오 칸
마르티네스 후작의 의뢰로, 도밍고(알베르트 황태자)을 암살하려고 한 해적.
루돌프
'죽음의 신'이라는 별명을 가진 해적.  유괴된 장소에서 도망간 루치아를 죽이려고 한다.
로베르투스 에제키엘
에스파니아 해군 총사령관을 맡고 있는 역전의 군인.  카탈리나의 상관이었다.  이벤트가 발생하는 관련NPC 중 가장 높은 전투 레벨을 자랑한다.  실제 등장하는 경우는 카탈리나로 플레이 할 때와 오토 스피노라로 진행을 하는 경우, 조안과 카탈리나가 아마존에서 마르티네스 관련이벤트가 발생할 경우이다.
감독관 길버트
영국 해군 감독관. 이름없는 용사인 오토가 왕의 눈에 들어 중용되는 것을 탐탁치 않게 여겨 방해를 한다.  덧붙여서 작위는 남작으로 이벤트중에 오토를 매도하는 장면이 있는데, 오토의 작위가 자작 이상인 경우 '공에게 그러한 말을 들어야 할 이유는 없소!'라는 대답으로 바뀌게 된다.
파브리스 페레로
레온의 아버지로 20년 전 조난사고로 죽은 것으로 되어있다.  피에트로로 진행을 하면, 뜻밖의 장소에서 만나게 된다.
메르카토르
암스테르담의 지리학자로 에르네스트와 친구이다.  잦은 병치레로 자신을 대신하여 에르네스트에게 지도 작성을 위한 항해를 의뢰하는 스폰서가 된다.  지도책으로 돈을 버는 등 의외로 대단한 사람이다.  실존했던 지도제작자인 헤르하르뒤스 메르카토르와 관련이 있는지에 관하여 제작사(코에이)측의 코멘트가 없으나, 본편에 등장하는 주인공들과 해적을 비롯한 항해사들이 실존인물들을 모델로 하여 거의 이름이 같으므로 이 역시 실존인물인 지도제작자 본인을 모델로 한 것으로 간주하고 있다.
파우라
에르네스트의 항해에 중반부터 동행하게 되는 고아소녀.  양부가 무역상이었기 때문에 어학에 능숙하다.  나중에 고향인 장안으로 가는 장안 이벤트가 발생하게 된다.
사파
알과 생이별한 여동생.  바스라의 주점에서 여급으로 일하고 있다. 어려서 헤어져서인지 자신에게 오빠가 있었다는 사실을 기억하지 못한다.
라디아
이스탄불의 여급.  알과 자한과 안면이 있는 인기많은 여급으로 재능있는 남자를 좋아하며 나중에 알에게 프로포즈를 받는다.
라디노
셜록 은행 이스탄불 지점에서 근무하는 은행원.  알에게 자금을 빌려준다.  나중에 베네치아 지점으로 전근가는 전근이벤트가 발생한다.
셜록은행장
베네치아에 본점이 있는 셜록은행을 세운 은행장.  베니스의 상인에 나오는 '샤일록'과 같은 이름의 표기이나 한글판에서는 '셜록'으로 번역되어 나온다. 알과 관련된 이벤트가 발생한다.
하이레딘 레이스
실존인물인 발바롯사 하이레딘 파샤를 모델로 한 바바리 해적의 두목.  NPC중 검술능력치가 높다.  주인공을 습격하였을 때 가진 돈이 없으면 금1000을 무상으로 주는 마음씨 고운 해적이기도 하다.  외전에서 두 주인공중 하나인 살바도르의 아버지로 이벤트에 등장한다. 본편에서는 "레이스"라는 이름을 가진 인물이 다수 존재하는데 이것은 본래 성이나 이름이 아니라 오스만 제국에서 함대 제독에게 붙여지는 경칭으로 뜻은 「선장」, 「함장」이다.
아이딘 레이스
하이레딘 레이스와 마찬가지로 실존인물인 바바 우르지 발바롯사를 모델로 한 바바리 해적. 실존인물인 우르지는 하이레딘 파샤의 친형으로 나중에 알제의 지배자가 되는 인물이다. 능력치는 매우 높지는 않으나 하이레딘과 마찬가지로 주인공을 습격하여 돈이 없으면 금1000을 무상으로 주기도 한다.  역시 외전에 등장하는데, 하이레딘의 형제이며 살바도르의 삼촌으로, 이벤트에 등장한다.
필리 레이스
실존인물인 피리 레이스를 모델로 한 오스만제국의 항해사. 통칭 "대항해시대의 제갈량".  관련되는 이벤트가 없는 인물이지만 초반에 오스만 제국의 수도인 이스탄불에서 오스만 국적인 무소속 항해사로써 등장하는데 등장하는 모든 NPC중 항해레벨 및 전투레벨이 최고레벨이다.  또한, 이 게임에서 주인공으로 선택할 수 있는 6명의 항해사들을 포함하여 모든 항해사들이 「포술」, 「측량」, 「지도제작」, 「회계」, 「교섭」등의 5가지 특수기술 중 없거나 한가지, 많아야 세가지를 가지고 있는데 반하여 이 필리 레이스는 처음부터 모든 능력을 보유하고 있는 유일한 항해사이다.  프라이드가 매우 높아서 주인공이 레벨이 45이상 되지 않으면 좀처럼 고용하기가 힘들며, 고용이 되더라도 최고대우를 요구한다.  고용하지 못하고 게임을 진행하여 오스만 국적의 상선대를 습격하는 등 오스만 국적 함대와 자주 전투를 벌이다 보면 어느 순간 오스만 제국의 전함대 제독으로 등장하는데, 당연하겠지만 적이 되면 매우 불리하며 포격전으로 진행하면 순식간에 주인공의 기함이 격침되어 배드엔딩을 보게된다.

## 도시 정보

### 이베리아
| 도시명     | 좌표          | 특산품   | 비고            |
| ---------- | ------------- | -------- | --------------- |
| 리스본     | 북위39 서경10 | 돌소금   | 포르투갈의 수도 |
| 세빌리아   | 북위37 서경6  | 유리그릇 | 에스파냐의 수도 |
| 발렌시아   | 북위39 서경0  | 모직물   |                 |
| 바르셀로나 | 북위42 동경2  | 돌소금   |                 |

### 지중해
| 도시명     | 좌표          | 특산품   | 비고                 |
| ---------- | ------------- | -------- | -------------------- |
| 제노바     | 북위44 동경8  | 은       | 제노바 공화국의 수도 |
| 마르세이유 | 북위43 동경3  | 향수     |                      |
| 팔마       | 북위39 동경2  | 없음     |                      |
| 피사       | 북위43 동경9  | 견직물   |                      |
| 나폴리     | 북위40 동경13 | 모직물   |                      |
| 시라쿠사   | 북위37 동경15 | 없음     |                      |
| 라구사     | 북위42 동경17 | 염료     |                      |
| 베네치아   | 북위44 동경13 | 유리그릇 |                      |
| 아테네     | 북위38 동경23 | 미술품   |                      |
| 간디아     | 북위35 동경25 | 없음     |                      |
| 니코시아   | 북위35 동경33 | 없음     |                      |
| 베오그라드 |               |          | 보급항               |

### 북유럽
| 도시명     | 좌표          | 특산품   | 비고            |
| ---------- | ------------- | -------- | --------------- |
| 런던       | 북위52 동경0  | 양모     | 영국의 수도     |
| 암스테르담 | 북위55 동경6  | 유리구슬 | 네덜란드의 수도 |
| 보르도     | 북위46 서경1  | 와인     |                 |
| 낭트       | 북위48 동경2  | 없음     |                 |
| 브리스틀   | 북위52 서경3  | 주석     |                 |
| 더블린     | 북위54 서경6  | 없음     |                 |
| 엔트워프   | 북위53 동경5  | 모직물   |                 |
| 함부르크   | 북위55 동경9  | 유리그릇 |                 |
| 베르겐     | 북위62 동경4  | 없음     |                 |
| 오슬로     | 북위62 동경10 | 목재     |                 |
| 코펜하겐   | 북위57 동경12 | 유리그릇 |                 |
| 뤼베크     | 북위56 동경10 | 은       |                 |
| 단치히     | 북위56 동경18 | 없음     |                 |
| 스톡홀름   | 북위62 동경19 | 동       |                 |
| 리가       | 북위59 동경23 | 목재     |                 |
| 헤클라     | 북위60 서경19 |          | 보급항          |
| 페어웰     | 북위62 서경39 |          | 보급항          |

### 이슬람문화권
| 도시명       | 좌표          | 특산품 | 비고              |
| ------------ | ------------- | ------ | ----------------- |
| 이스탄불     | 북위41 동경28 | 융단   | 오스만제국의 수도 |
| 알렉산드리아 | 북위31 동경29 | 면직물 |                   |
| 베이루트     | 북위33 동경35 | 융단   |                   |
| 얍파         | 북위32 동경34 | 없음   |                   |
| 사로니카     | 북위41 동경22 | 없음   |                   |
| 캅파         | 북위45 동경32 | 철광석 |                   |
| 타나         | 북위47 동경38 | 없음   |                   |
| 트레비존드   | 북위41 동경39 | 면직물 |                   |

### 북아프리카
| 도시명   | 좌표          | 특산품 | 비고 |
| -------- | ------------- | ------ | ---- |
| 세우타   | 북위36 서경5  | 없음   |      |
| 알제     | 북위37 동경3  | 없음   |      |
| 튀니스   | 북위37 동경10 | 철광석 |      |
| 트리폴리 | 북위33 동경13 | 없음   |      |

### 서아프리카
| 도시명     | 좌표          | 특산품 | 비고 |
| ---------- | ------------- | ------ | ---- |
| 마데이라   | 북위33 서경17 | 설탕   |      |
| 산타크루즈 | 북위28 동경17 | 없음   |      |
| 아르긴섬   | 북위20 서경8  | 없음   |      |
| 바사스트   | 북위14 서경8  | 없음   |      |
| 비사우     | 북위6 서경17  | 없음   |      |
| 아비장     | 북위6 서경5   | 사향   |      |
| 산조지     | 북위5 서경2   | 상아   |      |
| 톰북투     | 북위15 서경4  | 상아   |      |
| 루안다     | 남위8 서경12  | 산호   |      |

### 동아프리카
| 도시명     | 좌표          | 특산품 | 비고   |
| ---------- | ------------- | ------ | ------ |
| 소팔라     | 남위17 동경35 | 상아   |        |
| 키리마네   | 남위15 동경36 | 구갑   |        |
| 모잠비크   | 남위13 동경40 | 없음   |        |
| 몸바사     | 남위4 동경39  | 없음   |        |
| 마린디     | 남위3 동경39  | 사향   |        |
| 모가디슈   | 북위3 동경45  | 상아   |        |
| 케이프타운 | 남위31 동경17 |        | 보급항 |
| 타마타브   | 남위20 동경50 |        | 보급항 |

### 중미 지역
| 도시명     | 좌표           | 특산품 | 비고 |
| ---------- | -------------- | ------ | ---- |
| 베라크루즈 | 북위15 서경100 | 금     |      |
| 하바나     | 북위19 서경87  | 담배   |      |
| 자마이카   | 북위13 서경81  | 설탕   |      |
| 산토도밍고 | 북위13 서경74  | 설탕   |      |
| 산티아고   | 북위20 서경75  |        |      |
| 포르토벨로 | 북위6 서경85   | 없음   |      |
| 파나마     | 북위5 서경85   | 없음   |      |
| 과테말라   | 북위10 서경95  | 곡류   |      |

### 남미 지역
| 도시명         | 좌표          | 특산품 | 비고   |
| -------------- | ------------- | ------ | ------ |
| 카르타헤나     | 북위4 서경81  | 없음   |        |
| 마라카이보     | 북위7 서경77  | 없음   |        |
| 카라카스       | 북위7 서경72  | 담배   |        |
| 마르가리타     | 북위7 서경69  | 없음   |        |
| 카옌           | 남위0 서경56  | 목재   |        |
| 페르남부쿠     | 남위11 서경45 | 염료   |        |
| 리우데자네이로 | 남위25 서경50 | 금     |        |
| 몬테비데오     | 남위37 서경63 |        | 보급항 |
| 발파라이소     | 남위35 서경79 |        | 보급항 |
| 모엔도         | 남위19 서경78 |        | 보급항 |
| 카라오         | 남위11 서경84 |        | 보급항 |

### 북미 지역
| 도시명     | 좌표           | 특산품 | 비고   |
| ---------- | -------------- | ------ | ------ |
| 산타바바라 | 북위26 서경120 |        | 보급항 |
| 주노       | 북위57 서경138 |        | 보급항 |
| 놈         | 북위67 서경166 |        | 보급항 |
| 처칠       | 북위58 서경94  |        | 보급항 |
| 고트       | 북위37 서경71  |        | 보급항 |

### 중동 지역
| 도시명   | 좌표          | 특산품 | 비고 |
| -------- | ------------- | ------ | ---- |
| 아덴     | 북위13 동경46 | 없음   |      |
| 맛사와   | 북위16 동경41 | 피망   |      |
| 메카     | 북위21 동경39 | 사향   |      |
| 카이로   | 북위29 동경33 | 미술품 |      |
| 곰브룬   | 북위26 동경56 | 생강   |      |
| 무스카트 | 북위24 동경58 | 없음   |      |
| 카타르   | 북위25 동경52 | 구갑   |      |
| 시라흐   | 북위26 동경53 | 없음   |      |
| 바스라   | 북위30 동경48 | 유제품 |      |

### 인도
| 도시명 | 좌표          | 특산품 | 비고 |
| ------ | ------------- | ------ | ---- |
| 디우   | 북위25 동경66 | 없음   |      |
| 고아   | 북위14 동경73 | 생강   |      |
| 캘커타 | 북위12 동경74 | 육두구 |      |
| 코친   | 북위10 동경75 | 없음   |      |
| 실론   | 북위8 동경79  | 계피   |      |

### 동남아시아
| 도시명   | 좌표           | 특산품 | 비고 |
| -------- | -------------- | ------ | ---- |
| 말라카   | 북위4 동경101  | 계피   |      |
| 파세     | 북위4 동경96   | 없음   |      |
| 방카     | 북위1 동경105  | 없음   |      |
| 순다     | 남위3 동경106  | 없음   |      |
| 테르나테 | 북위2 동경125  | 정향   |      |
| 암보이나 | 남위1 동경125  | 육두구 |      |
| 반다     | 남위2 동경128  | 육두구 |      |
| 딜리     | 남위5 동경125  | 정향   |      |
| 모르즈비 | 남위6 동경144  |        | 없음 |
| 레바큐   | 남위10 동경125 |        | 없음 |
| 지롱     | 남위34 동경141 |        | 없음 |
| 완가누이 | 남위36 동경171 |        | 없음 |

### 동아시아
| 도시명   | 좌표           | 특산품 | 비고 |
| -------- | -------------- | ------ | ---- |
| 하노이   | 북위21 동경105 | 산호   |      |
| 마카오   | 북위23 동경114 | 없음   |      |
| 자이톤   | 북위26 동경119 | 생사   |      |
| 장안     | 북위35 동경110 | 견직물 |      |
| 나가사키 | 북위33 동경129 | 은     |      |
| 사카이   | 북위35 동경135 | 견직물 |      |
| 에조     | 북위42 동경140 |        | 없음 |
| 고르후   | 북위61 동경161 |        | 없음 |
| 틱시     | 북위79 동경129 |        | 없음 |
| 딕슨     | 북위81 동경81  |        | 없음 |

### 태평양
| 도시명 | 좌표           | 특산품 | 비고   |
| ------ | -------------- | ------ | ------ |
| 수바   | 남위14 동경176 |        | 보급항 |
| 타히티 | 남위13 서경153 |        | 보급항 |
| 나레흐 | 남위19 동경156 |        | 보급항 |

## 게임내 팁
1. 해적으로 나오는 하이레딘 레이스와 아이딘 레이스는 초반에 주인공을 습격했을 때 돈이 없으면 불쌍하다며 금1000 가량의 돈을 준다.
2. 플레이를 하면서 여러가지로 필요한데 그 중에 가장 중요한 것이 돈이다. 돈이 없으면 출항조차 할 수 없다. 돈을 벌기 위한 방법으로 여러가지가 있으며 편지배달이나 해적소탕, 상품구매 같은 조합(길드)의 업무를 하거나 다른 배를 습격하는 해적질을 하거나 아니면 교역을 해서 돈을 벌어야 된다. 조합은 교역소와 마찬가지로 모든 항구마다 있지만 이 조합의 업무는 금액이 그다지 많지 않아 중반 이후에는 거의 하지 않으며, 해적질도 어느 정도의 무장이 된 배와 상당히 고급 무기와 방어구가 필요하므로 대개 교역으로 돈을 벌기 마련이다. 그다지 금전적 여유가 없을 때 실행할 수 있는 교역루트가 존재한다. 가장 잘 알려진 루트가 이스탄불에서 융단을 사서 아테네에서 팔고 여기서 미술품을 사서 이스탄불에서 파는 것을 되풀이하는 것이다. 거리도 짧고 수익도 높은 편이나 높은 물가상승을 초래하여 상품 가격이 점점 오르게 된다. 두 번째로 알려진 루트가 아테네에서 미술품을 사서 캅파에서 팔고 여기서 철광석을 사서 아테네에서 파는 것을 되풀이하는 것이다. 거리도 비교적 짧고 수익도 안정적이지만 초반부터 캅파에서 철광석을 취급하지 않으므로 교역소에 상업투자부터 하고 좀 시일을 기다려야 한다. 세 번째 루트는 마데이라에서 금이나 설탕을 사서 유럽쪽 항구에서 파는 것으로 대개는 암스테르담에서 팔고 여기서 유리구슬을 사서 마데이라에서 파는 것을 되풀이한다. 마데이라는 리스본에서 서남쪽으로 항해하다 보면 아프리카 서해안에서 좀 떨어진 섬에서 발견할 수 있다. 거리도 그다지 길지 않고 수익도 괜찮고 마데이라의 금은 먼저 교역소에 상업투자를 해야 하지만 설탕은 초반부터 나오므로 상당히 권장할만한 루트이다. 그 외의 교역루트는 폭풍이 몰아치는 아프리카 서해안을 돌아 불새가 함대를 공격하는 톰북투나 아프리카를 한 바퀴 돌아 중동의 아덴, 더멀리 일본의 나가사키나 괴물가오리와 소용돌이 안개가 함대를 공격하는 태평양의 향료제도를 가야하는 대규모 선단이 필요한 루트이므로 배가 좋지 못한 초반에는 절대 추천할 수 없는 교역루트이다. 그리고, 자주 기항하는 항구에는 유리한 교역을 위하여 가진 정도껏 계속해서 교역소에 상업투자를 하면, 없던 교역품도 생기고 동맹항으로 만들게 되어 교역에 관한 명성도 같이 올라 플레이하기 쉽고 국왕의 칙명이벤트 같은 이벤트도 이에 따라 발생하게 된다.
3. 전체는 아니지만 대개의 항구에는 무기나 방어구, 장신구들을 취급하는 아이템상점이 있다. 교역소와 마찬가지로 밤이 되면 문을 닫지만, 새벽 2시에서 3시 사이에는 문은 열고 야시장이라는 것을 운영하는데 항구에 따라서는 매우 보기 힘든 아이템을 취급하기도 한다. 특히, 게임에서 무기와 방어구 중에는 별표가 붙는 특급이 몇 개 존재하는데 이중에 방어구인 별표급 갑옷은 2개가 있으며, 나폴리 항구의 야시장에서만 파는 성기사의 갑옷과 코펜하겐 야시장에서만 파는 에롤즈 플레이트가 그것이다. 무기는 검술 수치에 따라 다르지만 대개의 경우, A급 무기만 장비해도 전투시 적 제독과의 일기토에서 그다지 불리하지 않으나, 별표급 갑옷을 장비시에는 아무리 수치가 낮더라도 적 제독의 공격을 차단하거나 극미량의 데미지만 입게 되니 초반에 돈이 모이는대로 꼭 사서 장비해두는 것이 매우 유리하다. 나중에는 적들도 별표급 무기와 방어구를 장비하게 되므로 무기는 스토리엔딩이 가까우게 되면 장비하도록 한다.
4. 교역소에서 취급하는 교역품은 사자마자 곧바로 되팔 때에는 산 가격의 절반 정도의 가격밖에는 받지 못하지만, 예외적으로 이스탄불의 양모는 면세증을 가지고 구입했을 시에는 곧바로 되팔아도 원래 산 가격보다도 더 비싸게 되팔 수 있다. 트리폴리 항의 아이템상점에 가면 야시장에서 오스만 면세증을 구할 수 있으므로 이를 사다가 이스탄불에서 양모를 샀다가 되팔기를 반복하면 항해를 하지 않고서도 단시간내에 돈을 벌 수 있다.
5. 교역소에서 교역품을 살 때, 주인공의 작위가 높으면 가격을 많이 깎아준다. 주인공의 국적과 같은 국가의 동맹항일 때에는 거기에 더하여 싸게 해주고, 면세증이 있으면 더욱 싸게 해준다. 아이템상점에서는 살 때는 별다른 이득이 없지만 다른 아이템을 팔 때에는 주인공의 작위가 높으면 물건값을 더 쳐주는데, 대개 처음 불러준 가격을 거절하면 더높은 가격을 제시하므로 그 때에 아이템을 파는게 유리하다.
6. 초반에 명성이 높지 않고 돈도 모이지 않을 경우에 쓸 수 있는 편법으로 조합에서 은행의 빚독촉 의뢰를 받아 은행에 가서 누가 돈을 갚지 않는지 소개받고 당사자를 찾아가서 금괴 5개를 받아 그 항구의 은행에 저금한다. 그리고 금괴 5개보다 적은 돈을 가지고 셜록은행에 가면 플레이어를 믿은 자신이 바보라며 나가달라고 한다. 이렇게 하면 명성은 떨어지지만, 초반에 실행하면 떨어질 명성이 그리 높지 않아 금괴 5개를 쉽게 벌 수 있게 되는데 항해가 다소 길어지는 단점이 있다. 배가 좋지 못한 초반상황에서는 항해기간이 길어지면 아무래도 힘들기 마련이니 유의하여야 한다.
7. 모험명성이 높아지면 자신이 속한 국가의 국왕이 불러서 진귀한 보물을 찾아오라는 칙명을 내리는데, 이 명령을 받고 지도를 찾아낸 후 왕에게 가서 명령을 따르기 어렵다고 말하면 모험명성이 절반으로 깎이지만 지도는 플레이어의 것이 된다. 이를 이용해 국보급 보물을 모아서 자신이 수집하는 것이 가능하다. 매매가 불가능하여 아이템상점에서도 팔 수 없고 수집 외에는 아무런 가치가 없지만, 대항해시대2에서 숨겨진 아이템들로 10여개가 넘는 국보급 보물들만 모으는 플레이어도 있다. 이 중에는 국왕의 칙명이 아니라 스폰서가 되는 수집가에게 의뢰를 받아서 모을 수 있는 것도 있고 그 중에는 대머리인 스폰서를 위한 발모제라는 국보급 보물도 있다.
8. 어느 국가와의 공헌도가 -20이하인 상태에서 그 국가의 왕궁에 들어가면, 종종 체포되어 가진 재산의 4/5를 몰수당하는 이벤트가 발생한다. 이 이벤트를 거치면 마이너스였던 공헌도가 0으로 회복되는 효과가 있는데 재산과 현재 몰고 다니는 함대의 적재품뿐 아니라 은행에 진 빚까지 4/5로 삭감되는 버그도 같이 발생한다. 단, 도크에 보관중인 배의 적재품은 몰수하지 않으므로, 이를 이용해서 은행에 대출을 받아 이걸로 교역품을 사서 적재하고 이 적재한 배를 도크에 보관한 다음에 일부러 왕궁에 가서 체포되어 재산을 몰수당하면 은행빚도 4/5나 탕감받으면서 도크에 보관된 배의 교역품만큼의 이득을 볼 수 있다.
9. 오토 스피노라로 플레이할 경우, 출항후 처음 세비야에 가서 주점에서 있으면 카탈리나 에란초의 모반으로 항구가 혼잡한 틈을 타고 마슈가 술김에 내구도가 최대인 갈레온을 훔치는 이벤트가 있다. 다른 갈레온 선들은 항구 조선소에서 공업투자를 해서 공업치가 900이상 되어야 나오는 최고의 자재로 새로 건조하지 않는 한, 어떠한 방법을 써도 여기서 획득한 갈레온의 내구도에 미치지 못한다.
10. 조안 페레로로 플레이하고 스토리엔딩을 본 후에 돌아다니다 보면, 다른 주인공인 카탈리나 에란초가 함대를 이끌고 다니는 것을 볼 수 있다. 마찬가지로 카탈리나 에란초로 스토리엔딩을 본 후 돌아다니면 조안 페레로가 함대를 이끌고 다니는 것을 볼 수 있고, 오토 스피노라로 스토리엔딩 이후에 돌아다니면 로베르투스 에제키엘이 함대를 이끌고 다니는 것을 볼 수 있다. 이것을 공격하여 이기면, 진 주인공이 근처 항구에 직업을 잃은 항해사가 되어있는데 고용이 가능하다. 그러나, 버그가 생겨 한 달에 한 번, 즉 각 선원들에게 월급을 주는 날만 되면 배가 한 척씩 생긴다. 이것을 팔게 되면 조선소에 나오는 모든 배의 이미지가 깨지는 현상이 나타난다. 다만, 오토 스피노라의 경우에는 고용해도 버그가 나타나지 않는다. 단, 플레이도중 다른 주인공을 볼 수 있는 캐릭터는 조안 페레로, 카탈리나 에란초, 오토 스피노라뿐이며 다른 주인공들은 해상에서 함대를 이끌고 다니는 다른 주인공들의 모습을 볼 수 없다.
11. 조안 페레로로 플레이하면 필연적으로 헤어져야 하는 캐릭터가 있는데 도밍고 마나나 즉, 알베르트 황태자와 수도사인 엔리코 마리오네이다. 이들은 각기 이벤트 이후에는 다시 볼 수 없는데, 스토리엔딩 이후에 포르투갈 선박을 계속 공격하면 전함대를 이끌고 있는 제독으로 나타나게 된다. 물론, 조안을 기억하지 못하며 일반 전함대 제독들과 같은 반응을 보인다.
12. 대항해시대2는 스토리엔딩과 작위엔딩, 이렇게 두가지의 엔딩이 각기 존재하며 이 두가지의 엔딩을 모두 본 이후에도 계속 플레이가 가능하지만, 게임상의 시간으로 플레이한 지 약 30년 정도 지나고 항구에 들어가면 길었던 항해생활을 이제는 종료하기로 했다는 메시지가 나타나며 게임이 종료된다.

## 음악
이 게임의 OST는 1993년에 CD로 발매가 되었다.  칸노 요코가 작곡 및 편곡을 하였으며 수록 음악은 다음과 같다.
1.WIND AHEAD
게임 오프닝 부분에서 흘러나오는 곡.
2.CAPRICE FOR LUTE
조안의 테마곡.
3.CATALINA
카탈리나의 테마곡.
4.THE MAHOUT
인도 지방 항구에 기항했을 때 흘러나오는 곡.
5.MOSLEM DANCE
이슬람 지방 및 중동 지방 항구에 기항했을 때 흘러나오는 곡.
6.EMPTY EYES
아프리카 및 중남미 지방 항구에 기항했을 때 흘러나오는 곡.
7.LAND OF LUXURY
동남아시아 및 동아시아 지방 항구에 기항했을 때 흘러나오는 곡.
8.MAST IN THE MIST
유럽 지방 항구에 기항했을 때 흘러나오는 곡.
9.THE CHASE
교전했을 때 흘러나오는 곡.
10.INTERLUDE
왕궁에 들어갔을 때 흘러나오는 곡.
11.FIDDLER’S GREEN
항구의 주점에 들어갔을 때 흘러나오는 곡.
12.CLOSE TO HOME
엔딩 부분에서 흘러나오는 곡.
각종 편곡 버젼이 올라오기도 했으며, 링크는 다음과 같다.
대항해시대2 BGM 오르골 버젼 링크

## 같이 보기
- 대항해시대
- 대항해시대 등장인물
- 코에이